# Catharina Wallenstedt
Catharina Wallenstedt, född Wallia 1627, död 1719, var en svensk författare och hovdam. Hon var kammarfröken hos drottning Kristina. Hon är känd för sin stora efterlämnade brevsamling. Breven, som innefattar omkring 350 stycken och skrevs mellan 1672 och 1718, och har ofta blivit föremål för forskning. De flesta av dem är riktade till maken eller dottern Greta. 
Catharina Wallenstedt var dotter till biskop Laurentius Olai Wallius och Catharina Tidemansdotter och blev liksom sina syskon adlade Wallenstedt 1650. Mellan 1649 och 1655 tjänstgjorde hon hos drottning Kristina, från 1650 som kammarfröken. Hon gifte sig 1655 med politikern Edvard Ehrenstéen och blev svärmor till kanslipresidenterna grevarna Nils Gyldenstolpe och Arvid Horn samt mor till ämbetshavaren Carl Ehrenstéen. Hon blev änka 1686. 
Hon skildrades i Ellen Fries "Teckningar ur svenska adelns familjelif i gamla tider" (1895).